# ボグスワヴァ・オレフノビッチ
ボグスワヴァ・オレフノビッチ（Boguslawa Olechnowicz-Dzierżak 1962年11月22日 - ）は、ポーランドのポモージェ県スウプスク出身の柔道選手。現役時代は61kg級の選手。身長162cm。

## 人物
1987年の世界選手権61kg級では準決勝でアメリカのリン・ロースキに判定で敗れたが3位となった。翌年の1988年ソウルオリンピック(公開競技)でも準決勝でロースキに判定で敗れたものの銅メダルを獲得した。1992年にはヨーロッパ選手権で優勝を果たすものの、1992年バルセロナオリンピックでは初戦でイギリスのダイアン・ベルに有効を取られて敗れた。現在はスウプスクの警察学校で柔道を指導している。

## 主な戦績
- 1985年 - ドイツ国際　3位
- 1986年 - ポーランド国際　3位
- 1986年 - イギリス国際　3位
- 1986年 - 世界選手権　5位
- 1987年 - ポーランド国際　優勝
- 1987年 - ヨーロッパ選手権　優勝
- 1987年 - 世界選手権　3位
- 1988年 - ソウルオリンピック　3位
- 1988年 - 世界学生　3位
- 1990年 - 福岡国際　2位
- 1992年 - ポーランド国際　2位
- 1992年 - オランダ国際　3位
- 1992年 - ヨーロッパ選手権　優勝